# Surinam i olympiska spelen
Surinam deltog första gången vid olympiska sommarspelen 1960 i Rom och har sedan dess varit med vid de flesta olympiska sommarspelen. De har aldrig deltagit vid de olympiska vinterspelen.
Surinam har totalt vunnit två medaljer, båda av Anthony Nesty i simning 1988 och 1992.

## Medaljer
| Guld | Silver | Brons | Totalt antal medaljer |
| ---- | ------ | ----- | --------------------- |
| 1    | 0      | 1     | 2                     |

### Medaljer efter sommarspel
| Spel                | Guld        | Silver      | Brons       | Totalt      |
| Rom 1960            | 0           | 0           | 0           | 0           |
| Tokyo 1964          | Deltog inte | Deltog inte | Deltog inte | Deltog inte |
| Mexico City 1968    | 0           | 0           | 0           | 0           |
| München 1972        | 0           | 0           | 0           | 0           |
| Montreal 1976       | 0           | 0           | 0           | 0           |
| Moskva 1980         | Deltog inte | Deltog inte | Deltog inte | Deltog inte |
| Los Angeles 1984    | 0           | 0           | 0           | 0           |
| Seoul 1988          | 1           | 0           | 0           | 1           |
| Barcelona 1992      | 0           | 0           | 1           | 1           |
| Atlanta 1996        | 0           | 0           | 0           | 0           |
| Sydney 2000         | 0           | 0           | 0           | 0           |
| Aten 2004           | 0           | 0           | 0           | 0           |
| Peking 2008         | 0           | 0           | 0           | 0           |
| London 2012         | 0           | 0           | 0           | 0           |
| Rio de Janeiro 2016 | 0           | 0           | 0           | 0           |
| Totalt              | 1           | 0           | 1           | 2           |

### Medaljer efter sporter
| Sport   | Guld | Silver | Brons | Totalt |
| Simning | 1    | 0      | 1     | 2      |
| Totalt  | 1    | 0      | 1     | 2      |